# Lamba (ö)
Lamba är en obebodd ö belägen i Yell Sound i Storbritannien. Den ligger i kommunen Shetlandsöarna och riksdelen Skottland, i den norra delen av landet, 1 000 km norr om huvudstaden London. Den ligger 1,5 km norr om infarten till Sullom Voe. Med en höjd på 35 meter över havet, har ön en area på 43 hektar. På Lamba finns ett 27 meter högt ljustorn som vägleder båtar mot Sullom Voe, och en intilliggande kommunikationsmast.
Klimatet i området är tempererat. Årsmedeltemperaturen i trakten är 6 °C. Den varmaste månaden är juli, då medeltemperaturen är 10 °C, och den kallaste är mars, med 2 °C.